# Peter Hansen (Politiker, 1831)
Peter Brodersen Hansen (* 7. September 1831  in Bredebroe, Kreis Tondern; † 21. März 1878) war ein deutscher Verwaltungsbeamter, Richter und Politiker.

## Leben
Peter Hansen studierte Rechtswissenschaft an der Eberhard Karls Universität Tübingen, der Ludwig-Maximilians-Universität München, der Christian-Albrechts-Universität zu Kiel und der Universität Kopenhagen. 1855 wurde er Mitglied des Corps Holsatia. 1864–1867 war er Bürgermeister, Polizeimeister und Stadtvogt in Hadersleben. Anschließend war er Kreisrichter und zuletzt Kreisgerichtsrat in Flensburg. 1873–1878 saß Hansen als Abgeordneter des Wahlkreises Schleswig-Holstein 4 (Tondern) im Preußischen Abgeordnetenhaus. Er gehörte der Fraktion der Nationalliberalen Partei an.
Er war seit 1866 verheiratet mit Luise Anna zu Rantzau (* 1832), einer Tochter von Christian zu Rantzau und Schwester von Emil zu Rantzau.